# Chbanate
Chbanate  (in arabo اشبانات‎?) è un centro abitato e comune rurale del Marocco situato nella provincia di Sidi Kacem, regione di Rabat-Salé-Kénitra. Conta una popolazione di 10 371 abitanti (censimento 2014).